# Военно-морская верфь Филадельфии
Philadelphia Naval Business Center (Военно-морской бизнес-центр в Филадельфии, историческое название — Philadelphia Naval Shipyard, Военно-морская верфь Филадельфии) — первая военно-морская верфь США. 

## История

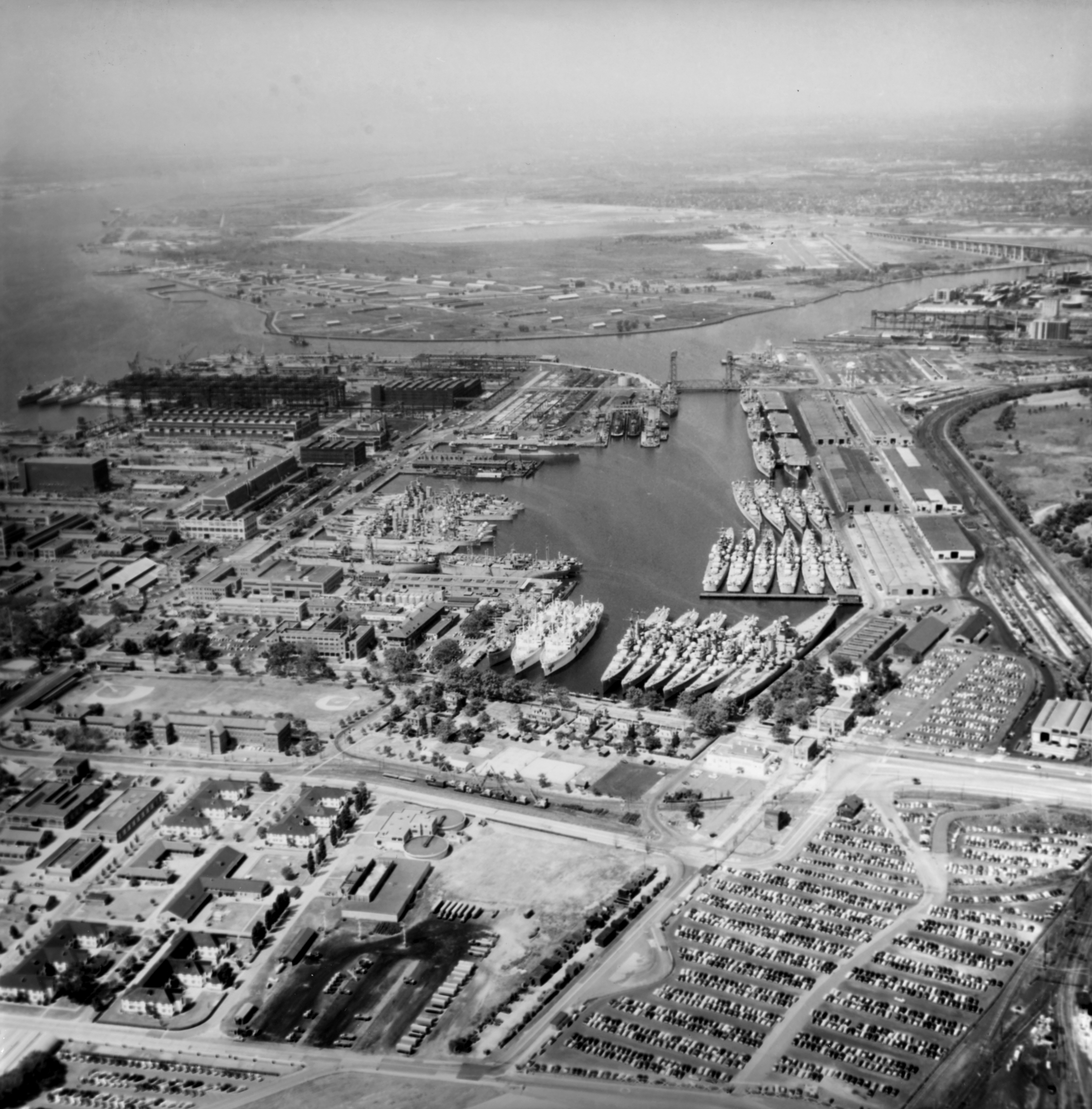
Резервный флот в Филадельфии, 1955 год

Основана в 1776 году в Филадельфии (шт. Пенсильвания) на реке Делавэр, в 1801 году перешла в собственность ВМФ США. 30 сентября 1995 года деятельность верфи официально прекращена. В настоящее время здесь располагается Техническая база военно-морского центра надводных кораблей (англ. Naval Surface Warfare Center Ship Systems Engineering Station) и База технического обслуживания кораблей резерва. Западная часть используется как коммерческое судостроительное предприятие Aker Philadelphia Shipyard.